# Robert Smithson
Robert Smithson (Passaic, 2 gennaio 1938 – Amarillo, 20 luglio 1973) è stato uno scultore e pittore statunitense, noto per aver realizzato nel 1970 l'earthwork Spiral Jetty.

## Biografia

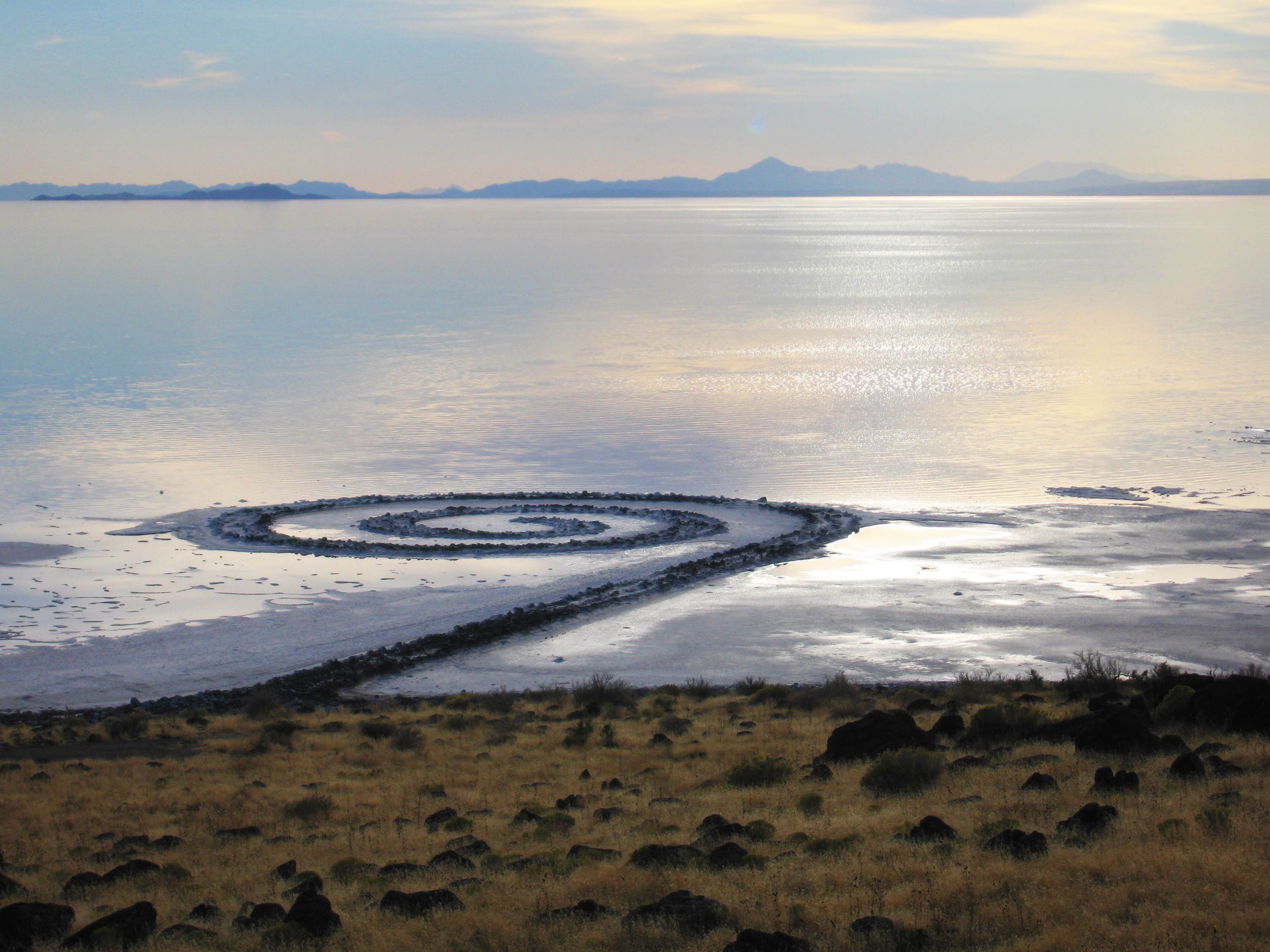
Spiral Jetty Rozel Point, Great Salt Lake, Utah.

Ha studiato pittura e disegno a New York presso la Art Students League of New York dal 1954 al 1956.
I dipinti dal 1959 al 1962 rappresentavano "archetipi religiosi mitici" e si basavano anche sulla Divina Commedia di Dante Alighieri come i dipinti del 1959 L'Inferno, Purgatorio e Paradiso, che corrispondono alla struttura in tre parti della Divina Commedia.
Nel 1967 Smithson iniziò a esplorare le aree industriali intorno al New Jersey e rimase affascinato dalla vista di autocarri con cassone ribaltabile che scavavano tonnellate di terra e roccia che in un saggio descrisse come gli equivalenti dei monumenti dell'antichità.
Nel settembre 1968 Smithson pubblicò il saggio A Sedimentation of the Mind: Earth Projects su Artforum e nel 1969 ha iniziato a produrre opere di earthwork per esplorare ulteriormente i concetti acquisiti dalle sue letture di William S. Burroughs, J.G. Ballard e George Kubler.
I viaggi che ha intrapreso sono stati fondamentali per la sua pratica di artista e le sue sculture spesso includevano mappe e foto aeree di un luogo particolare.
Il 20 luglio 1973 Smithson, un fotografo ed il pilota morirono in un incidente aereo mentre ispezionavano un sito nei pressi di Amarillo, in Texas, a bordo di un Beechcraft Baron E55; il National Transportation Safety Board ha attribuito l'incidente al mancato mantenimento della velocità da parte del pilota.